# Renáta Tomanová
Renáta Tomanová   (Jindřichův Hradec, 9 de desembre de 1954) és una tenista txecoslovaca retirada de la competició.

## Biografia
Tomanová va guanyar el títol individual femení a l'Open de França de 1972.
El 1975, ella i Martina Navratilova van representar Txecoslovàquia a la Copa Federació, la competició internacional per equips femenins. Van guanyar la copa després de vèncer a la selecció australiana per 3-0 a la final del grup mundial. Entre 1975 i 1981, va jugar 18 eliminatòries amb l'equip de Txecoslovàquia i va compilar un rècord de victòries i derrotes de 20–7. El maig de 1975, va guanyar el títol individual al Campionat d'Alemanya Occidental a Hamburg després d'una final de tres sets contra Kazuko Sawamatsu. Va guanyar quatre títols individuals i quatre més en la modalitat de dobles femenins i un en dobles mixts. Malgrat no acumular molts títols, individualment va arribar dues finals de Grand Slam a l'Open d'Austràlia i el Roland Garros l'any 1976. Va perdre a l'Open de França davant Sue Barker en tres sets i a l'Open d'Austràlia contra Evonne Goolagong en sets seguits. Tomanová també va arribar a la final de dobles femení a l'Open d'Austràlia amb Lesley Turner Bowrey, perdent davant Goolagong i Helen Gourlay Cawley.
El maig de 1977, va arribar a la final de l'Open d'Itàlia, perdent davant Janet Newberry. L'any 1978, Tomanová va fer equip amb Betsy Nagelsen per guanyar el títol de dobles femení a l'Open d'Austràlia, derrotant a Naoko Sato i Pam Whytcross a la final en sets seguits. Amb el seu compatriota Pavel Složil, va guanyar el títol de dobles mixtes a l'Open de França de 1978. En dobles mixts també va disputar dues finals de Grand Slam amb un títol a Roland Garros l'any 1978.

## Torneigs de Grand Slam

### Individual: 2 (0−2)
| Resultat  | Núm. | Any  | Torneig          | Oponent          | Marcador      |
| --------- | ---- | ---- | ---------------- | ---------------- | ------------- |
| Finalista | 1.   | 1976 | Open d'Austràlia | Evonne Goolagong | 2−6, 2−6      |
| Finalista | 2.   | 1976 | Roland Garros    | Sue Barker       | 2−6, 6−0, 2−6 |

### Dobles femenins: 2 (1−1)
| Resultat   | Núm. | Any  | Torneig          | Parella              | Oponents                       | Marcador |
| ---------- | ---- | ---- | ---------------- | -------------------- | ------------------------------ | -------- |
| Finalista  | 1.   | 1976 | Open d'Austràlia | Lesley Turner Bowrey | Evonne Goolagong Helen Gourlay | 1−8      |
| Guanyadora | 1.   | 1978 | Open d'Austràlia | Betsy Nagelsen       | Naoko Sato Pam Whytcross       | 7−5, 6−2 |

### Dobles mixts: 2 (1−1)
| Resultat   | Núm. | Any  | Torneig       | Parella          | Oponents                          | Marcador      |
| ---------- | ---- | ---- | ------------- | ---------------- | --------------------------------- | ------------- |
| Guanyadora | 1.   | 1978 | Roland Garros | Pavel Složil     | Virginia Ruzici Patrice Dominguez | 7−6, retirada |
| Finalista  | 1.   | 1980 | Roland Garros | Stanislav Birner | Anne Smith Billy Martin           | 6−2, 4−6, 6−8 |

Fonts:

## Palmarès

### Individual: 10 (4−6)
| Títols per superfície |
| --------------------- |
| Dura (0−0)            |
| Gespa (0−2)           |
| Terra batuda (4−4)    |

| Resultat   | Núm. | Data                   | Torneig                      | Superfície   | Oponent          | Marcador          |
| ---------- | ---- | ---------------------- | ---------------------------- | ------------ | ---------------- | ----------------- |
| Guanyadora | 1.   | 19 de maig de 1975     | Hamburg, Alemanya Occidental | Terra batuda | Kazuko Sawamatsu | 6−4, 6−7(5), 10−8 |
| Finalista  | 1.   | 26 de desembre de 1975 | Open d'Austràlia, Austràlia  | Gespa        | Evonne Goolagong | 2−6, 2−6          |
| Finalista  | 2.   | 17 de maig de 1976     | Hamburg                      | Terra batuda | Sue Barker       | 3−6, 1−6          |
| Finalista  | 3.   | 31 de maig de 1976     | Roland Garros, França        | Terra batuda | Sue Barker       | 2−6, 6−0, 2−6     |
| Guanyadora | 2.   | 5 de juliol de 1976    | Båstad, Suècia               | Terra batuda | Helen Anliot     | 6−3, 6−2          |
| Guanyadora | 3.   | 18 d'octubre de 1976   | Barcelona, Espanya           | Terra batuda | Virginia Ruzici  | 3−6, 6−4, 6−2     |
| Finalista  | 4.   | 13 de desembre de 1976 | Perth, Austràlia             | Gespa        | Wendy Turnbull   | 3−6, 4−6          |
| Finalista  | 5.   | 16 de maig de 1977     | Roma, Itàlia                 | Terra batuda | Janet Newberry   | 3−6, 6−7          |
| Guanyadora | 4.   | 11 de juliol de 1977   | Kitzbühel, Àustria           | Terra batuda | Katja Ebbinghaus | 6−3, 7−5          |
| Finalista  | 6.   | 5 de juliol de 1982    | Hamburg (2)                  | Terra batuda | Lisa Bonder      | 3−6, 2−6          |

### Dobles femenins: 16 (4−12)
| Títols per superfície |
| --------------------- |
| Dura (0−2)            |
| Gespa (1−3)           |
| Terra batuda (2−7)    |
| Moqueta (1−0)         |

| Resultat   | Núm. | Data                   | Torneig                      | Superfície   | Parella             | Oponents                           | Marcador      |
| ---------- | ---- | ---------------------- | ---------------------------- | ------------ | ------------------- | ---------------------------------- | ------------- |
| Finalista  | 1.   | 4 de juny de 1973      | Roma, Itàlia                 | Terra batuda | Martina Navrátilová | Olga Morozova Virginia Wade        | 6−3, 2−6, 5−7 |
| Finalista  | 2.   | 20 de maig de 1974     | Hamburg, Alemanya Occidental | Terra batuda | Martina Navrátilová | Raquel Giscafré Helga Schultze     | 3−6, 2−6      |
| Guanyadora | 1.   | 19 de maig de 1975     | Hamburg                      | Terra batuda | Dianne Fromholtz    | Paulina Peisachov Kazuko Sawamatsu | 6−3, 6−2      |
| Finalista  | 3.   | 26 de desembre de 1975 | Open d'Austràlia, Austràlia  | Gespa        | Lesley Turner       | Evonne Goolagong Helen Gourlay     | 1−8           |
| Finalista  | 4.   | 5 de juliol de 1976    | Båstad, Suècia               | Terra batuda | Lesley Hunt         | M-I. Fernández Mimi Wikstedt       | 1−6, 6−7      |
| Finalista  | 5.   | 27 de desembre de 1976 | Sydney, Austràlia            | Gespa        | Dianne Fromholtz    | Helen Gourlay Betsy Nagelsen       | 4−6, 1−6      |
| Finalista  | 6.   | 9 de maig de 1977      | Hamburg (2)                  | Terra batuda | Regina Maršíková    | Linky Boshoff Ilana Kloss          | 6−2, 4−6, 5−7 |
| Finalista  | 7.   | 12 de juny de 1977     | Edimburg, Regne Unit         | Gespa        | Carrie Meyer        | Julie Anthony Betsy Nagelsen       | 1−6, 6−3, 1−6 |
| Guanyadora | 2.   | 5 de desembre de 1977  | Londres, Regne Unit          | Moqueta (i)  | Billie Jean King    | Virginia Wade Betty Stöve          | 6−2, 6−3      |
| Guanyadora | 3.   | 25 de desembre de 1978 | Open d'Austràlia             | Gespa        | Betsy Nagelsen      | Naoko Sato Pam Whytcross           | 7−5, 6−2      |
| Finalista  | 8.   | 29 de gener de 1979    | Toronto, Canadà              | Dura (i)     | Brigitte Cuypers    | Bunny Bruning Rayni Fox            | 4−6, 2−6      |
| Guanyadora | 4.   | 5 de maig de 1980      | Roma                         | Terra batuda | Hana Mandlíková     | Ivanna Madruga Adriana Villagrán   | 6−4, 6−4      |
| Finalista  | 9.   | 21 de juliol de 1980   | Kitzbühel, Àustria           | Terra batuda | Hana Mandlíková     | Claudia Kohde-Kilsch Eva Pfaff     | Renúncia      |
| Finalista  | 10.  | 4 d'agost de 1980      | Indianapolis, Estats Units   | Terra batuda | Virginia Ruzici     | Anne Smith Paula Smith             | 6−4, 3−6, 4−6 |
| Finalista  | 11.  | 18 de maig de 1981     | Berlín, Alemanya Occidental  | Terra batuda | Sue Barker          | Rosalyn Fairbank Tanya Harford     | 3−6, 4−6      |
| Finalista  | 12.  | 5 d'octubre de 1981    | Tampa, Estats Units          | Dura         | Martina Navrátilová | Rosie Casals Wendy Turnbull        | 3−6, 4−6      |

### Dobles mixts: 2 (1−1)
| Títols per superfície |
| --------------------- |
| Dura (0−0)            |
| Gespa (0−0)           |
| Terra batuda (1−1)    |

| Resultat   | Núm. | Data               | Torneig               | Superfície   | Parella          | Oponents                          | Marcador      |
| ---------- | ---- | ------------------ | --------------------- | ------------ | ---------------- | --------------------------------- | ------------- |
| Guanyadora | 1.   | 29 de maig de 1978 | Roland Garros, França | Terra batuda | Pavel Složil     | Virginia Ruzici Patrice Dominguez | 7−6, retirada |
| Finalista  | 1.   | 26 de maig de 1980 | Roland Garros         | Terra batuda | Stanislav Birner | Anne Smith Billy Martin           | 6−2, 4−6, 6−8 |

### Equips: 1 (1−0)
| Resultat   | Núm. | Data                   | Torneig                                 | Superfície   | Equip                                  | Oponents                                        | Marcador |
| ---------- | ---- | ---------------------- | --------------------------------------- | ------------ | -------------------------------------- | ----------------------------------------------- | -------- |
| Guanyadora | 1.   | 5 − 11 de maig de 1975 | Copa Federació, Ais de Provença, França | Terra batuda | Miroslava Bendlova Martina Navrátilová | Dianne Balestrat Evonne Goolagong Helen Gourlay | 3−0      |

Fonts:

## Trajectòria

### Individual
| Open d'Austràlia | A  | A  | A  | F  | A  | A  | QF | SF | 2R | 1R | 2R | A   | A   | A   | NC  | 0 / 6  |
| Roland Garros | 3R | 1R | 3R | F  | QF | QF | 2R | QF | 1R | 2R | 2R | 1R  | Q   | Q   | A   | 0 / 11 |
| Wimbledon | 1R | 2R | 3R | 3R | 3R | 3R | 3R | 1R | 1R | 3R | 2R | 1R  | Q   | A   | A   | 0 / 11 |
| US Open | A  | A  | 1R | 3R | 2R | 2R | 3R | 2R | 4R | 3R | 1R | 1R  | A   | Q   | A   | 0 / 9  |
| Rànquing final d'any | −  | −  | 44 | 48 | 24 | 24 | 38 | 44 | 48 | 56 | 85 | 146 | 264 | 217 | 346 |        |
| Llegenda: G: Guanyadora; F: Finalista; SF: Semifinalista; QF: Quarts de final; Q: Qualificació; A: Absent; RR: Round Robin; |    |    |    |    |    |    |    |    |    |    |    |     |     |     |     |        |

### Dobles femenins
| Open d'Austràlia | A  | A  | A  | F  | A  | A  | G  | QF | 2R | QF | 1R | A  | A  | 1 / 6  |
| Roland Garros | QF | SF | SF | SF | 2R | 2R | 2R | 2R | SF | 3R | 3R | 1R | 1R | 0 / 12 |
| Wimbledon | 1R | 1R | 2R | 2R | 3R | 3R | 2R | 1R | 2R | 2R | 2R | A  | A  | 0 / 10 |
| US Open | A  | A  | 1R | 1R | A  | A  | 1R | 3R | 3R | 2R | 1R | 2R | A  | 0 / 8  |
| Llegenda: G: Guanyadora; F: Finalista; SF: Semifinalista; QF: Quarts de final; Q: Qualificació; A: Absent; RR: Round Robin; |    |    |    |    |    |    |    |    |    |    |    |    |    |        |

### Dobles mixts
| Open d'Austràlia | A  | A  | A  | A  | A | A | A  | A  | A  | A  | 0 / 0 |
| Roland Garros | A  | QF | QF | A  | A | A | G  | SF | F  | A  | 1 / 5 |
| Wimbledon | 2R | A  | 1R | 1R | A | A | 2R | QF | 3R | 3R | 0 / 7 |
| US Open | A  | A  | A  | 1R | A | A | 2R | A  | 2R | A  | 0 / 3 |
| Llegenda: G: Guanyadora; F: Finalista; SF: Semifinalista; QF: Quarts de final; Q: Qualificació; A: Absent; RR: Round Robin; |    |    |    |    |   |   |    |    |    |    |       |

Fonts: